# Анальная пробка
Ана́льная про́бка, пла́г (англ. butt plug) — сексуальная игрушка — фаллоимитатор специфической формы, предназначенный для введения в анальное отверстие. Отличается меньшим размером, чем обычные фаллоимитаторы, и имеет расширение у основания, служащее для того, чтобы воспрепятствовать проваливанию анальной пробки вглубь кишечника.
Существуют анальные пробки-вибраторы.

## Применение
Анальная пробка применяется как женщинами, так и мужчинами. Может служить для стимуляции ануса, расслабления перед анальным сексом или для сужения влагалища. Последнее может использоваться как для женщин с широким влагалищем (например, когда мышцы влагалища ослаблены после родов), так и просто для усиления ощущений во время секса и ускорения наступления оргазма у женщины. Анальная пробка особой изогнутой формы может применяться для массажа простаты.

## Дизайн
В настоящее время магазины, занимающиеся продажей сексуальных игрушек, предоставляют широкий ассортимент разновидностей анальных пробок. Они различаются по форме, размерам, цвету, их изготавливают из силикона, латекса, дерева, стекла, металла и прочих материалов. Существуют модели, снабжённые механизмом «эякуляции» или вибрирующим устройством. Некоторые анальные пробки дополнительно декорируются для сексуальных игр (пробка в виде лисьего хвоста, хвоста кролика, конского хвоста (широко употребляется для пони-плей), пробка для игры «в кольца»), или украшаются драгоценными камнями. Кроме того, имеются варианты, способные увеличиваться в объёме за счёт нагнетаемого воздуха.
- Анальные пробки металлические и стеклянная
- Анальная пробка с вибратором
- Анальная пробка со стразом
- Анальная пробка с отверстием и патрубком для постановки клизмы
- Металлическая анальная пробка с полировкой